# Keljin Blevins
Keljin DeShawn Blevins (Hot Springs, 24 novembre 1995) è un cestista statunitense.
È il cugino dell'ex compagno di squadra Damian Lillard.